# Maxence Mailfort
Maxence Mailfort est un acteur français né le 24 février 1944 à Paris.

## Biographie
Ses débuts sur le grand écran se font dans le rôle d'un sergent qui raconte ses rêves dans Le Charme discret de la bourgeoisie de Luis Buñuel, qui l'engage plus tard pour un rôle de lieutenant dans Le Fantôme de la liberté.
Il joue en 1972 le jeune Frédéric II, roi de Prusse à 18 ans, dans le film Frédéric II, et le jeune héros aux côtés d'Elizabeth Taylor et Andy Warhol dans Identikit.
Son rôle de Bartleby dans Bartleby de Maurice Ronet lui assure un grand succès. Gabriel Axel l'engage aux côtés de Michel Bouquet pour La Ronde de nuit, Jean Dewever le fait jouer avec Claude Jade pour Ulysse est revenu, et Alain Dhouailly lui donne le rôle de François Forge dans Le Loup-Cervier. Il est aussi l'inspecteur Alphonse dans une version américaine du Double Assassinat de la rue Morgue.
Parmi ses rôles à la télévision, il fait partie de la distribution du feuilleton Au plaisir de Dieu.

## Filmographie
- 1969 : Le Chandelier, téléfilm d'Odile Collet, d'après Alfred de Musset : Fortunio.
- 1972 : Frédéric II, téléfilm d'Olivier Ricard : Frédéric à 18 ans.
- 1972 : Le charme discret de la bourgeoisie : le jeune sergent qui raconte un rêve
- 1972 : La Canne, téléfilm de Arlen Papazian : Fred
- 1973 : La Ligne de démarcation - épisode 9 : René (série télévisée) : Michel
- 1973 : George qui ? de Michèle Rosier : Liszt
- 1973 : Témoignages, série télévisée, collectif : Arnaud (1er épisode).
- 1976 : Bartleby de Maurice Ronet, d'après la nouvelle éponyme d'Herman Melville, sorti en 1978 (Première diffusion : le 16 décembre 1976 sur Antenne 2).
- 1977 : Chapeau Melon et Bottes de Cuir, épisode : Le long sommeil (2ème partie) : Turkov, réalisation de Yvon-Marie Coulais
- 1977 : Ulysse est revenu : Ulysse, réalisation Jean Dewever
- 1977 : Les Enquêtes du commissaire Maigret, épisode : Au rendez-vous des Terre-Neuvas de Jean-Paul Sassy
- 1977 : Au plaisir de Dieu : Philippe du Plessis de Vaudreuil
- 1979 : Les Enquêtes du commissaire Maigret, épisode : Le Fou de Bergerac d'Yves Allégret : le docteur Rivaud
- 1979 : Les Enquêtes du commissaire Maigret, épisode : Maigret et l'Indicateur d'Yves Allégret : le tueur
- 1980 : Fantômas, feuilleton TV de Claude Chabrol et Juan Luis Buñuel : Jacques Dollon
- 1981 : Les Enquêtes du commissaire Maigret, Une confidence de Maigret d'Yves Allégret
- 1983 : Les Cinq Dernières Minutes (épisode Meurtre sans pourboire) série télévisée de Jean Chapot

## Théâtre
- 1969 : La Pensée de Mao d'après Ana Novac, mise en scène de Jean Rougerie, Café-théâtre Le Sélénite, Paris.
- 1969 : Oratorio concentrationnaire, mise en scène de Jean-Philippe Guerlais, Festival Sigma, Bordeaux.
- 1971 : La vie du roi Saint-Louis d'après Pierre Gringoire et Jean de Joinville, mise en scène Jean Rougerie, Cloître Saint-Séverin, Paris.
- 1971 : La Cantate du Narcisse, mise en scène de Jean Rougerie, Château de Fontainebleau.
- 1972 : René Leys de Victor Segalen, mise en scène Jean Rougerie, Théâtre Firmin Gémier, Paris.
- 1973 : Clara où est Carla ? de Luis Campodónico, mise en scène de Stéphan Meldegg, Théâtre national de l'Odéon
- 1975 : Supplément au voyage de Bougainville de Denis Diderot, mise en scène de Patrick Guinand, Théâtre de la Cité Internationale, Paris.
- 1981 : Le Bleu de l'eau de vie de Carlos Semprún Maura, mise en scène Roger Blin, Théâtre national de l'Odéon
- 1983 : Une minute encore de Patrick Besson, mise en scène Jean-Marc Grangier, Théâtre 14 Jean-Marie Serreau
- 1985 : Hugo l'homme qui dérange de Claude Brulé, mise en scène Paul-Émile Deiber, Théâtre national de l'Odéon
- 1985 : Retour à Florence de Jean Pavans d'après Henry James, mise en scène Simone Benmussa, Théâtre Renaud-Barrault
- 1986 : Ma télévision d'après Stellio Lorenzi, André Castelot et Alain Decaux, mise en scène de Paul-Émile Deiber, Les Rencontres du Palais Royal
- 1987 : Guillaume ou les Quatre saisons d'un conquérant  de Jean-Pierre Nortel, mise en scène Jean Danet, Abbaye du Bec-Hellouin.
- 1988 : Le Vallon d'Agatha Christie, mise en scène Simone Benmussa, Théâtre Renaud-Barrault
- 1991 : Eurydice de Jean Anouilh, mise en scène Georges Wilson, Théâtre de l'Œuvre
- 1993 : Pareille à l'amour est la guerre d'après Guillaume Apollinaire mise en scène Jacques Mignot, Maison de la Poésie, Paris.
- 1993 : Pygmalion de George Bernard Shaw, mise en scène Bernard Murat, Théâtre Hébertot
- 1996 : Le Peintre et ses modèles d'après Henry James, mise en scène Simone Benmussa, Studio des Champs-Elysées
- 2001 : Libres pensées de San-Antonio d'après Frédéric Dard, mise en scène François Bourcier, Théâtre Marigny
- 2002 : Glenn d'après David S. Young, mise en espace d'Antoine Campo et Maxence Mailfort, Centre culturel canadien, Paris.
- 2004 : L'Or du temps de Clément Marot, mise en scène Antoine Campo, Les Théâtres, Charenton-le-Pont.
- 2009 : La Valise de Jaurès de Bruno Fuligni, mise en scène Jean-Claude Drouot, Théâtre national de Nice, Théâtre Montansier
- 2018 : Cris d'amour, adaptation de Maxence Mailfort, mise en scène Luda Nekrassov, Festival Off Avignon.